# Seferihisar

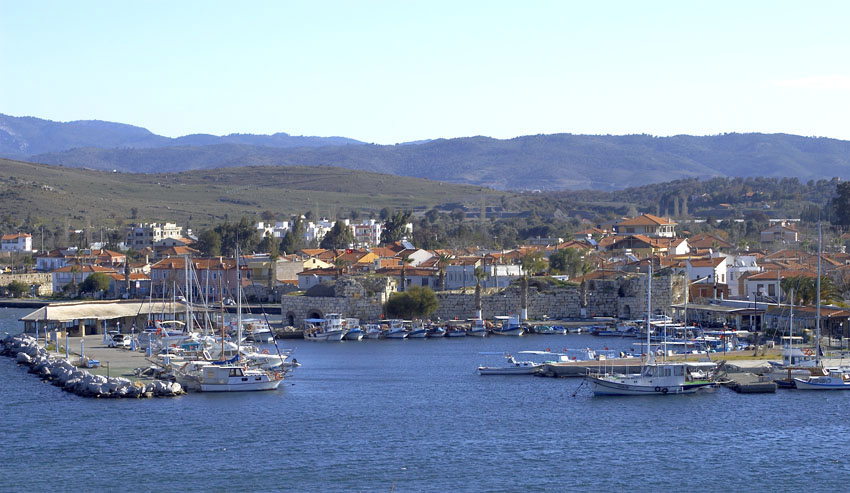
Der Hafen Im Ortsteil Sığacık

Seferihisar (ehemals Sivrihisar) ist eine Stadtgemeinde (Belediye) im gleichnamigen Ilçe (Landkreis) der Provinz Izmir in der türkischen Ägäisregion und gleichzeitig ein Stadtbezirk der 1984 gebildeten Büyükşehir belediyesi İzmir (Großstadtgemeinde/Metropolprovinz). Seit der Gebietsreform ab 2013 ist die Gemeinde flächen- und einwohnermäßig identisch mit dem Landkreis.

## Geografie
Der Landkreis/Stadtbezirk liegt im Westen der Provinz am Ägäischen Meer. Er grenzt im Norden an Urla, Güzelbahçe und Karabağlar sowie im Osten an Menderes. Den größten Teil der Küste im Südwesten nimmt die Bucht von Teos ein. Im Zentrum des Landkreises, etwa sechs Kilometer östlich der Kreisstadt, liegt der Stausee Seferihisar Barajı, in dem der Karakoç Çayı aufgestaut wird. Weitere Talsperren im Landkreis sind die Kavakdere-Talsperre und die Ürkmez-Talsperre.

## Verwaltung
Der Kreis (bzw. Kaza als Vorgänger) bestand schon vor Gründung der Türkischen Republik (1923). Zur ersten Volkszählung am 28. Oktober 1027 hatte er eine Einwohnerzahl von 8.332 (auf 365 km²) in 14 Dörfern, 4.352 Menschen lebten im Verwaltungssitz Séfrihissar (damalige Schreibweise, vgl. Sivri-Hissar).
(Bis) Ende 2012 bestand der Landkreis aus der Kreisstadt und acht Dörfern (Köy), die während der Verwaltungsreform 2013/2014 in Mahalle (Stadtviertel/Ortsteile) überführt wurden. Die zwölf Mahalle der Kreisstadt blieben unverändert. Durch diese Herabstufungen zu Mahalle stieg deren Zahl auf 21 an. Ihnen steht ein Muhtar als oberster Beamter vor.
Ende 2020 lebten durchschnittlich 2.301 Menschen in jedem Mahalle, 10.216 Einw. im bevölkerungsreichsten (Camikebir Mah.).

## Etymologie
Der ehemalige Name der Stadt war Sivrihisar, was aber zu Verwechslungen mit dem Ort Sivrihisar in der Provinz Eskişehir führte. Daher schrieben die osmanischen Postbeamten in den 1890er Jahren Sivrihisar mit einem Zeichen über dem V, so dass aus Versehen aus dem V mit der Zeit ein F wurde. Das führte über Sifrihisar zum heutigen Seferihisar.

## Geschichte
In vorosmanischer Zeit gehörte die Stadt zum Beylik der Aydınoğulları. Unter Bayezid II. hatte der Pirat Kara Turmisch dort einen Rückzugsort. Der Reiseschriftsteller Evliya Çelebi besuchte 1670 den Ort.

## Sehenswürdigkeiten
Beim Ort Sığacık, etwa fünf Kilometer südwestlich von Seferihisar und einen Kilometer vom Meer entfernt, liegen die Ruinen der antiken Stadt Teos.